# Hoof (Saarland)
Hoof is een deel van de gemeente St. Wendel in het Saarland in het westen Duitsland zes kilometer ten oostnoordoosten van het centrum van St. Wendel.
- citypopulation.de. Hoof in St. Wendel (Saarland).